# Ariarathes VII của Cappadocia
Ariarathes VII Philometor (tiếng Hy Lạp: Ἀριαράθης Φιλομήτωρ, Ariaráthēs Philometor; trị vì 116-101 TCN hoặc 111 TCN-100 TCN), là vua Cappadocia. Ông là một người con trai của vua Ariarathes VI với vợ Laodice. Trong những năm đầu tiên của mình, ông cai trị cùng với mẹ như là nhiếp chính của ông, chị gái của vua Pontos Mithridates VI. Trong thời gian này vương quốc này đã bị chiếm đoạt bởi Nicomedes III, vua Bithynia, người đã kết hôn với Laodice. Nhưng Nicomedes đã sớm bị trục xuất bởi Mithridates, người đã phục hồi ngai vàng cho Ariarathes VI; nhưng khi sau khi hạ sát kẻ ám sát cha mình và là đồng minh của Mithridates, Gordius. Vua Pontos đã giết hại ông và đặt vào ngai vàng con trai của mình Ariarathes IX.